# Pompa dyfuzyjna

zasada działania pompy dyfuzyjnej

Pompa dyfuzyjna – rodzaj pompy próżniowej, w której strumień czynnika pompującego (specjalnego oleju lub rtęci) wskutek m.in. zjawiska dyfuzji porywa ze sobą cząsteczki gazu przenosząc je z obszaru próżni wysokiej (z obszaru pompowanego) do obszaru próżni wstępnej.

## Zasada działania
Jako czynnika pompującego używa się najczęściej oleju mineralnego lub rtęci. Podgrzewając czynnik do temperatury wrzenia elektrycznym grzejnikiem uzyskuje się parę, która pod dużym ciśnieniem kierowana jest do układu dysz formujących płynącą z dużą prędkością warstwę. Porywa ona trafiające na nią cząsteczki gazu, przenosząc je w dół pompy, gdzie następuje skroplenie czynnika na zimnych ściankach pompy (chłodzonych przez powietrze lub dodatkowy obieg chłodzącej cieczy). Skroplony czynnik dostaje się ponownie do grzejnika i wraca do obiegu. Jednocześnie w całym obszarze skraplania i ogrzewania czynnika panuje próżnia wstępna, wytwarzana przez dodatkową pompę o innej konstrukcji - w ten sposób odsysane są gazy usunięte wcześniej z obszaru próżni wysokiej, a także usuwany jest nadmiar par czynnika.

## Konstrukcja
Liczba dysz może być różna (najczęściej od jednej do trzech) - pompa jest wtedy jedno-, dwu-, lub trójstopniowa. Ostatni stopień, najbliżej wylotu do próżni wstępnej często wykonuje się jako eżektorowy. Dzięki temu pompa może pracować przy gorszej próżni wstępnej. Potrzebna próżnia wstępna wynosi zazwyczaj 1 - 70 Pa dla pomp olejowych i do 2.6 kPa dla pomp rtęciowych. Przy wyższym ciśnieniu próżni wstępnej pompa dyfuzyjna przestaje pracować.
Pompy dyfuzyjne, w których czynnikiem jest olej, można podzielić na pompy frakcjonujące, półfrakcjonujące i niefrakcjonujące. Frakcjonowanie polega na rozdzielaniu oleju na różne frakcje, różniące się temperaturą wrzenia. Sprzyja to uzyskiwaniu wyższych próżni.

## Historia
Irving Langmuir pracując dla General Electric w latach 1909 - 1916 udoskonalił znacznie technikę próżniową i wynalazł pompę dyfuzyjną, co umożliwiło osiąganie wysokiej próżni i poprawiło znacznie parametry lamp elektronowych.

## Zastosowanie
Za pomocą typowych pomp dyfuzyjnych można uzyskiwać ciśnienia 10-3 - 10-5 Pa, a nawet niższe. Pogorszenie próżni wstępnej jest szkodliwe dla działania pompy dyfuzyjnej (zwłaszcza olejowej), gdyż olej ulega utlenieniu, co pogarsza parametry pompy. 
Pewną wadą pomp dyfuzyjnych jest występowanie wstecznego strumienia par czynnika, który podąża do obszaru pompowanego, psując próżnię. Za pomocą odrzutników i wymrażaczy można temu zjawisku w znacznym stopniu zapobiec.
Pompy dyfuzyjne w wielu zastosowaniach ustąpiły miejsca pompom turbomolekularnym oraz jonowym.